# 新圩乡 (忻城县)
新圩乡，是中华人民共和国广西壮族自治区来宾市忻城县下辖的一个乡镇级行政单位。

## 行政区划
新圩乡下辖以下地区：
隆礼村、龙岑村、新圩村和丹灵村。